# 福岡市立大池小学校
福岡市立大池小学校（ふくおかしりつ おおいけしょうがっこう）は、福岡県福岡市南区多賀二丁目にある市立小学校。

## 沿革
- 1984年（昭和59年） - 開校する。　所在地は、福岡市南区多賀2丁目8番1号。福岡市立長丘小学校と若久小学校の児童数増加に伴い、分離開校する。 最初は長丘中校区と筑紫丘中学校区に分かれていたが、1991年（平成3年）度に福岡市立野間中学校が新設され中学校区が統一される。

## 校区
- 大池1丁目・大池2丁目・寺塚1丁目・寺塚2丁目・多賀2丁目・多賀1丁目の一部

## エピソード
- 校舎二階に多目的に使用可能なオープンルームを有するが、これは1980年代中期にあっては珍しいもので、開校当時地元テレビ局のニュース番組で特集され児童がインタビューを受けたことがある。
- 校舎屋上に25mプールが存在するが、これも当時としては珍しく、やはり報道番組で取り上げられたことがある。